# 조음 방법
조음 방법은 닿소리를 발음할 때 소리를 만드는 방법이다.

## 폐에서 나온 호기를 쓰는 닿소리
- 비음 (Nasal) - 구강안을 폐쇄하면서 코로 소리냄. 한국어의 /ㄴ/([n]), /ㅁ/([m]) 등.
- 파열음/폐쇄음 (Plosive/stop) - 조음 위치를 막았다가 순간적으로 터뜨리면서 소리냄. 한국어 음절 초의 /ㄱ/([k, ɡ]), /ㄷ/([t, d]), /ㅂ/([p, b]) 등.
  - 폐쇄한 채 개방하지 않는 것은 "불파음"(unreleased stop)이라고 한다. 한국어 음절 말의 /ㄱ/([k̚]), /ㄷ/([t̚]), /ㅂ/([p̚])에 볼 수 있다.
- 마찰음 (Fricative/spirant) - 조음 위치를 마찰시키면서 소리냄. 한국어 음절 초의 /ㅅ/([s, ɕ]) /ㅎ/([h, ç])등.
  - 파찰음 (Affricate) - 폐쇄한 후 완전히 개방하지 않고 조금만 개방했을 때 나는 닿소리. 한국어 음절 초의 /ㅈ/([ʨ, ʥ])등.
- 접근음/반모음 (Approximant/glide/semivowel) - 폐쇄나 마찰을 일으키지 않고 소리냄. 한국어 "예", "와"등의 음절 초에 보이는 닿소리.
- 설측음/측음/측면음 (Lateral) - 구강의 중앙통로가 차단되어 공기가 혀 양쪽에서 나서 형성되는 접근음, 마찰음.
  - 설측 접근음 (Lateral approximant) - 한국어 음절 말의 /ㄹ/([l])등.
  - 설측 마찰음 (Lateral fricative) - 웨일즈어나 줄루어 등의 언어에서 사용된다. ([ɬ, ɮ])
- 탄음/탄설음 (Flap) - 혀끝이 치조를 1번만 두들기면서 나는 닿소리. 한국어 음절 초의 /ㄹ/[ɾ] 등.
- 설전음/전설음 (Trill) - 혀끝이 치조를 몇 번 두들기면서 나는 닿소리. 스페인어의 rr 등.

### 기타
- 유음 (Liquid) - 설측음, 탄음, 전음을 종합해서 말한다.
- 장애음 (Obstruent) - 파열음, 마찰음. 안울림소리.
- 공명음 (Sonorant) - 비음, 유음. 울림소리.

## 폐에서 나온 호기를 쓰지 않는 닿소리
- 방출음 (Ejective)- 성문에서 만들어지는 닿소리. 파열음과 마찰음, 파찰음이 있다.
- 내파음 (Implosive) - 성문이 아래쪽으로 움직이면서 만들어지는 파열음.
- 흡착음/설타음 (Click) - 밖에서 구강에 들어오는 공기를 이용해서 나는 닿소리. 뽀뽀할 때나 혀를 찰 때 나는 소리.

## 같이 보기
- 조음 위치